# ヤロスラフ・アモソフ
ヤロスラフ・アモソフ（ウクライナ語: Ярослав Амосов、英語: Yaroslav Amosov、1993年9月9日 - ）は、ウクライナの男性総合格闘家、サンビスト。キーウ州イルピン市出身。コンバット・ドブロ／アモソフ・チーム／アメリカン・トップチーム所属。元Bellator世界ウェルター級王者。

## 来歴

### サンボ
15歳からサンボを始める。2012年にヨーロッパのコンバットサンボカップで優勝すると、2013年、2014年、2015年の世界コンバットサンボ選手権で優勝し、2013年と2014年のヨーロッパコンバットサンボ選手権、ユーラシアコンバットサンボ選手権でも優勝を果たした。

### 総合格闘技
2012年にプロ総合格闘技デビュー。ローカル団体で19戦全勝の戦績を残す。
2015年3月にウクライナのスポーツマスターに認定される。

### Bellator
2018年7月13日、Bellator初参戦となったBellator 202でジェラルド・ハリスと対戦し、3-0の判定勝ち。

#### Bellator世界王座獲得
2021年6月11日、Bellator 260のBellator世界ウェルター級タイトルマッチで王者ドゥグラス・リマに挑戦。5度のテイクダウンを奪い、グラウンドで圧倒し続けて3-0の5R判定勝ち。ウクライナ人史上初となる総合格闘技メジャー団体の王座獲得に成功した。
2023年2月25日、約1年8カ月ぶりの復帰戦となったBellator 291のBellator世界ウェルター級王座統一戦で暫定王者ローガン・ストーリーと再戦し、3-0の5R判定勝ち。王座統一に成功し、総合格闘技における無敗記録を27に伸ばした。

#### Bellator世界王座陥落
2023年11月17日、Bellator 301のBellator世界ウェルター級タイトルマッチでウェルター級ランキング3位の挑戦者ジェイソン・ジャクソンと対戦し、右アッパーで3RKO負け。王座から陥落し、総合格闘技における無敗記録は27でストップした。

## 戦績
| 総合格闘技 戦績 | 総合格闘技 戦績 | 総合格闘技 戦績 | 総合格闘技 戦績 | 総合格闘技 戦績 | 総合格闘技 戦績 | 総合格闘技 戦績 |
| --------------- | --------------- | --------------- | --------------- | --------------- | --------------- | --------------- |
| 29 試合         | (T)KO           | 一本            | 判定            | その他          | 引き分け        | 無効試合        |
| 28 勝           | 9               | 11              | 8               | 0               | 0               | 0               |
| 1 敗            | 1               | 0               | 0               | 0               | 0               | 0               |

| 勝敗 | 対戦相手                   | 試合結果                             | 大会名                                                                   | 開催年月日     |
| ○    | カーティス・ミレンダー     | 1R 4:18 アナコンダチョーク           | CFFC 140: Rzgoev vs. Roberts                                             | 2025年3月14日  |
| ×    | ジェイソン・ジャクソン     | 3R 2:08 TKO（左ストレート→パウンド） | Bellator 301 【Bellator世界ウェルター級タイトルマッチ】                  | 2023年11月17日 |
| ○    | ローガン・ストーリー       | 5分5R終了 判定3-0                    | Bellator 291 【Bellator世界ウェルター級王座統一戦】                      | 2023年2月25日  |
| ○    | ドゥグラス・リマ           | 5分5R終了 判定3-0                    | Bellator 260 【Bellator世界ウェルター級タイトルマッチ】                  | 2021年6月11日  |
| ○    | ローガン・ストーリー       | 5分3R終了 判定2-1                    | Bellator 252                                                             | 2020年11月12日 |
| ○    | マーク・レミンガー         | 1R 5:00 TKO（ドクターストップ）      | Bellator 244                                                             | 2020年8月21日  |
| ○    | エド・ルース               | 5分3R終了 判定3-0                    | Bellator 239                                                             | 2020年2月21日  |
| ○    | デビッド・リッケルズ       | 2R 4:05 ブラボーチョーク             | Bellator 225                                                             | 2019年8月24日  |
| ○    | エリック・シウバ           | 5分3R終了 判定3-0                    | Bellator 216                                                             | 2019年2月16日  |
| ○    | ジェラルド・ハリス         | 5分3R終了 判定3-0                    | Bellator 202                                                             | 2018年7月13日  |
| ○    | ネイサン・オリベイラ       | 1R 3:20 アナコンダチョーク           | Tech-Krep FC: Prime Selection 17 【Tech-KREPウェルター級タイトルマッチ】 | 2017年8月18日  |
| ○    | ディオゴ・カバウカンチ     | 1R 4:48 ノースサウスチョーク         | Tech-Krep FC: Prime Selection 12 【Tech-KREPウェルター級タイトルマッチ】 | 2017年3月18日  |
| ○    | ロベルト・ソルディッチ     | 5分3R終了 判定2-1                    | Tech-Krep FC: Prime Selection 8 【Tech-KREPウェルター級王座決定戦】      | 2016年6月18日  |
| ○    | ハサンベク・アブドゥラエフ | 2R 2:47 TKO（パンチ連打）            | Tech-Krep FC - Southern Front 3                                          | 2016年3月3日   |
| ○    | マキシム・コノバロフ       | 1R 2:34 アナコンダチョーク           | Tech-Krep FC - Battle in Siberia                                         | 2016年2月12日  |
| ○    | イスラム・ベルゼゴフ       | 1R 1:27 リアネイキドチョーク         | Tech-Krep FC - Prime Selection 7                                         | 2015年10月9日  |
| ○    | ディエゴ・ゴンザレス       | 2R 2:38 KO（パンチ）                 | Tech-Krep FC - Prime Selection 4: Grandmasters                           | 2015年7月24日  |
| ○    | ラビル・リサエフ           | 1R 1:27 ノースサウスチョーク         | Tech-Krep FC - Ermak Prime Challenge                                     | 2015年4月3日   |
| ○    | アブタンジル・ガチェチラゼ | 2R 1:45 腕ひしぎ十字固め             | ECSF - Steel Warriors                                                    | 2015年3月5日   |
| ○    | オレグ・オレニチェフ       | 5分3R終了 判定3-0                    | Tech-Krep FC - Battle of Heroes                                          | 2014年12月12日 |
| ○    | ボリス・セラノフ           | 1R 3:40 TKO（パンチ連打）            | GEFC - Mega Fight                                                        | 2014年11月22日 |
| ○    | アイディン・アイカン       | 1R 1:40 TKO（パンチ連打）            | ECSF - Ukraine vs. Turkey                                                | 2014年9月18日  |
| ○    | アレクセイ・ニミロビッチ   | 1R 2:40 TKO（パンチ連打）            | CSFU - Voshod Open Cup                                                   | 2014年7月26日  |
| ○    | アンドレイ・シャラバイ     | 1R 3:10 TKO（パンチ連打）            | CSFU - Voshod Open Cup                                                   | 2014年7月26日  |
| ○    | ヴァレリ・シュパック       | 1R 2:50 腕ひしぎ十字固め             | GEFC - Warriors Empire                                                   | 2013年12月8日  |
| ○    | ワジム・サンダルスキー     | 3R 3:03 リアネイキドチョーク         | League S-70 - Plotforma 4th                                              | 2013年8月17日  |
| ○    | ビタリー・マトルニカ       | 1R 4:47 リアネイキドチョーク         | CSFU - MMA Kiev Cup 2                                                    | 2013年4月2日   |
| ○    | アルティオム・キューラ     | 2R 1:49 TKO（パンチ連打）            | ECSF - Battle of Bessarabia                                              | 2013年3月24日  |
| ○    | ビタリー・メイストレンコ   | 1R 4:49 TKO（パンチ連打）            | CSFU - MMA Kyiv Cup                                                      | 2012年6月14日  |

## 獲得タイトル
- 第8代Bellator世界ウェルター級王座（2021年）
- Tech-Krep FCウェルター級王座（2016年）
- 世界コンバットサンボ選手権 銅メダル82kg未満級（2012年）
- ヨーロッパコンバットサンボ選手権 銅メダル82kg未満級（2012年）
- コンバット柔術ワールドカップ92kg未満級 金メダル（2013年）
- 世界コンバットサンボ選手権82kg未満級 金メダル（2014年）
- 世界コンバット柔術選手権84kg未満級 金メダル（2013年）
- コンバットサンボユーラシア選手権82kg未満級 金メダル（2014年）